# Jean Chardonnet
Jean Chardonnet, né le 9 septembre 1911 à La Rochelle (Charente-Maritime) et mort le 1er octobre 1996 à Boulogne-Billancourt (Hauts-de-Seine), est un géographe français.

## Biographie

### Jeunesse et études
Le père de Jean Chardonnet est professeur agrégé d'histoire et géographie.
Il est marié à Jacqueline Largeault, Sèvrienne et professeur de lettres. Il a eu 5 enfants dont un a enseigné, comme son père, l'histoire et la géographie.
Jean Chardonnet fait ses études secondaires au lycée de Nantes puis à Louis-le-Grand (Paris). Il entre à l'École normale supérieure de la rue d'Ulm (promotion 1934). Il est agrégé d'histoire et de géographie. Il est docteur ès lettres en 1944, après soutenance de sa thèse sur Le relief des Alpes du Sud : étude morphologique des régions alpines françaises comprises entre Galibier, moyenne Durance et Verdon.

### Parcours professionnel
Reçu à l'agrégation, Jean Chardonnet est, de 1940 à 1944, assistant à la Sorbonne. Il est ensuite nommé professeur à l'université de Nancy, puis à l'université de Dijon. 
En 1944, il est nommé professeur de l'Institut d'études politiques de Paris. Il dispense des cours de géographie politique à l'issue de la mort d'André Siegfried.
Il a également enseigné à l'École nationale d'administration, à l'École de l'air, à l'IGN et à l'Institut français des relations internationales.

### Autres fonctions
En 1958, il devient membre du Comité consultatif constitutionnel. En 1959, il est membre du Conseil économique où il siégera 10 ans. Il dirige l'Institut de géographie de Dijon.
En avril 1971, il cosigne l'« appel aux enseignants » lancé par l'Institut d'études occidentales après la démission de Robert Flacelière de la direction de l'École normale supérieure.

## Récompenses
- Prix de la Société de géographie en 1938.
- Prix de l'Académie des sciences en 1940.

## Publications
Pierre Chardonnet a publié de nombreux ouvrages et articles, qui ont fréquemment fait l'objet de traductions en diverses langues et d'analyses. Voici une présentation thématique et synthétique de ses recherches, travaux, publications.

### Ouvrages et articles relatifs aux Alpes et à la France méridionale
- Les reliefs des Alpes du sud, Étude morphologique des régions alpines françaises comprises entre Galibier, moyenne	Durance et Verdon, 2 vol, 85 et 36 figures, 4 cartes hors texte, Didier et Richard, Grenoble, 1947-1948. 394 et 256 p.

Cette publication s'inscrit dans la suite des premières recherches de Jean Chardonnet : c'était le sujet de sa thèse. L'ouvrage fait l'objet d'une analyse critique d'Emmanuel de Martonne dans les Annales de géographie : « l'introduction descriptive vise à définir les petites régions telles que Briançonnais, Queyras, Gapençais, etc. et à poser les problèmes morphologiques. La plus grande partie du premier volume est consacrée à la tectonique, discutée avec un luxe de détails précis dont il y a peu d'exemples ».
- La côte française de Marseille à Menton. Étude de morphologie littorale, Le Caire, Bulletin de la Société royale de Géographie d'Égypte, t. XXIII, 1950, in-8, p. 185-261.
- Traité de Morphologie, t. I., Relief et structure, 2 vol., dont un album de cartes, 165 figures, 128 photographies, Paris, 1955. Publications Techniques de l'Institut Géographique National, 340 p.

Jean Robert dans sa critique dit « ce traité de morphologie rendra certainement les plus grands services aux étudiants de géographie de nos Facultés. Ils y puiseront tous les éléments nécessaires à la compréhension des divers phénomènes morphologiques ».
- Les massifs anciens provençaux. Étude morphologique, 19 photographie, Paris, Ministère des Travaux Publics, Institut Géographique National, 1952, 30 p.

### Ouvrages et articles relatifs à l'énergie et aux matières premières
- Le charbon. Sa production, son rôle économique et social, Paris, Arthaud, 1950, 210 p.

Louis Chevalier salue cet ouvrage lors de sa parution : « par la mise en place des développements, le livre de J. С sur le charbon constitue une intéressante contribution pour le bilan des richesses et des populations mondiales qui apparaît à l'heure actuelle comme l'une des tâches les plus urgentes de la démographie internationale ».
- Géographie industrielle; les sources d'énergie, éditions Sirey, 1962 521 p.
- Articles parus dans le Monde diplomatique : 
  - Le problème de l'épuisement des matières premières peut, aujourd'hui, être envisagé avec un optimisme relatif (février 1970)[9].
  - Difficultés et perspectives de la communauté économique européenne Londres et Paris ont tout intérêt à coopérer dans le domaine nucléaire (septembre 1970)[10]
  - La course au pétrole dans la mer du Nord, une grande province d'hydrocarbures (décembre 1972)[11]
  - Le pétrole, nouvel enjeu de la décolonisation. Les réserves devraient assurer d'ici à l'an 2000 la couverture des besoins en augmentation rapide (mars 1971)[12].

### Ouvrages et articles relatifs à l'industrie
- La répartition de l'industrie européenne de l'aluminium, 11 p. et carte, in Revue Économique no 5, 1950
- Les grands types de complexes industriels, 1953

Henri Guitton analyse l'ouvrage : « le géographe progresse par des différenciations et des innovations conceptuelles Le complexe industriel n'est ni la région industrielle ni le centre industriel, il nous invite préciser les caractères propres du complexe ils sont faits de diversité de dépendance de concentration et de densité ; à cet égard un tel travail d'abstraction et de définition évoque celui du théoricien de espace économique ».
- La Sidérurgie française. Progrès ou décadence ?, Paris, A. Colin, 1954 (Cahiers de la Fondation nationale des Sciences politiques, 63) ; in-8°, ., 30 cartes et graphiques, 4 photos hors texte. 238 p

Étienne Juillard fait la critique de l'ouvrage : « Chardonnet expose la situation actuelle de la sidérurgie française. Il passe successivement en revue l'approvisionnement en matières premières, les prix de vente des produits sidérurgiques, la localisation des usines, enfin les investissements ». 
- Géographie industrielle t2 L'industrie, Sirey l'économique, 1955, 461 p.

Ce manuel décrit  le développement industriel du monde, la concentration dans l'industrie, les aspects géographiques de l'industrie (répartition mondiale et localisation).

### Ouvrages et articles relatifs à l'Asie du Sud-Est et à l'Afrique
- Une Œuvre nécessaire : l'industrialisation de Afrique, Genève/Paris, Droz/Minard, 1956, In-80, 129 Publications de Institut universitaire de hautes études internationales no 26, 129 p.

Gaston Leduc résume ainsi le livre : « Les quatre chapitres du livre portent sur l'analyse de insuffisance industrielle actuelle de Afrique, sur affirmation de la nécessité une industrialisation rapide, sur inventaire des bases physiques, sur la recherche des modalités techniques et financières et politiques ».
- la république de Corée : un miracle économique, Ed. France-Empire, 1980 - 14 x 19 -. 12 p. de photos hors-texte, 384 p.

L'ouvrage décrit  le paradoxe du miracle coréen, les bases humaines, la politique économique conduite en République de Corée depuis 1962, les objectifs et les moyens, la place de la  Corée dans le commerce international.
- Taïwan, un miracle économique, EDIC, 1988, 351 p.

Cet ouvrage est une analyse des facteurs économiques généraux et des objectifs de la politique économique depuis 1953 rendant comptent du décollage de ce pays.

### Ouvrages et articles relatifs aux politiques économiques françaises ou étrangères
- Les conséquences économiques de la guerre 1939-1946, in-8°, 10 fig., Hachette, 1947, 327 p.

l'ouvrage contient trois parties : la transformation de l'économie mondiale dans la guerre, les problèmes de reconversion après guerre etr les conséquences internationales de la guerre. Chaque grande puissance fait l'objet d'un chapitre.
- L'économie mondiale au milieu du XXe siècle, in-8, 20 fig. Paris, Hachette, 1951, 405 p

Georges Chabot a commenté l'ouvrage dans L'information géographique : « M. Jean Chardonnet  présente le tableau de l'économie mondiale au milieu du XXe siècle. L'auteur a suivi au jour le jour l'élaboration de cette économie, comme en témoignent ses nombreux articles parus dans le Bulletin de l'agence France-Presse. Et ce tableau richement documenté, je n'en connais pas de plus complet, de plus commode, ni de plus suggestif ».
- Sous la direction de Jean Chardonnet, Atlas International Larousse, politique et économique , préface d'André Siegfried, de l'Académie française. Paris, Larousse, 1950, in-4°, XX p. — 58 cartes, 42 p. d'index, 41 p. de statistiques.

Pour André Gibert l'originalité de cet Atlas en trois langues (français, anglais, espagnol) est dans le caractère synthétique qu'il s'attache à conserver d'un bout à l'autre.Les groupes de pays (sud-américains, riverains de la mer du Nord, de l'Océan Indien, de la Méditerranée, etc.) laissent eux- mêmes le plus fréquemment, la place à de grandes représentations d'ensemble : Les grandes puissances du monde.
- L'économie française. Étude géographique d'une décadence et des possibilités de redressement, 52 fig. Pans 1959, Dallez, 407 p.

Dans ce livre Jean Chardonnet estime que la France est un grand pays agricole et la production agricole, malgré ses faiblesses, révèle des caractères plus encourageants que la production industrielle.
- Métropoles économiques, Paris, Colin, 1959 (coll. Cahiers de la Fondation nationale des sciences politiques), 2 vol., 269 p. et 270 p.

Dans le tome 1 l'auteur analyse Londres. Amsterdam. Anvers. Liège. Francfort. Mannheim. Nuremberg. Linz. Barcelone. Gênes. Naples. New York, et dans le tome 2  Manchester. Rotterdam. Hambourg. Cologne. Salzgitter. Dunkerque. Grenoble. Bilbao. Bâle. Zürich. Lodz. Zagreb.
- Communauté de l'Europe occidentale. Atlas de cartes et commentaires, un vol., 30 X 22, dont 25 de cartes en 10 couleurs. Lyon, Éditions I.A.C., 1953. 48 p.

Dans L'information géographique. Jean Chabot écrit sur ce livre : « L'auteur s'était déjà fait le champion de l'idée européenne dans ses ouvrages antérieurs, notamment dans son tableau du Monde économique au milieu du xxe siècle. Il essaie aujourd'hui de nous montrer par les cartes quelle pourrait être l'importance économique de l'Europe unifiée, de la Suède à l'Espagne ».

### Autres ouvrages
- L'université en question, Éditions France-Empire, 1968, in-12°, 174 p.

Ouvrage dans lequel Jean Chardonnet analyse la crise de l'Université et propose des solutions.
- En sa qualité de membre du Conseil économique Jean Chardonnet a rédigé plusieurs études et avis, dont :
  - le rapport d'avis, au nom de la section du Plan et des investissements  sur les grandes orientations du Ve Plan, avis adopté par 88 voix, 27 contre et 53 abstentions. Dans le compte rendu de ce vote le journal Le Monde indique que certaines abstentions s'expliquent « soit en raison de la personnalité de M. Chardonnet, soit - et c'est plus souvent le cas - parce que son avis s'éloignait trop du projet gouvernemental »[22].
  - rapport sur le problème des mines de fer (1964), rapport adopté par 116 voix et 15 abstentions ; le rapport de M. Chardonnet ne promet pas un nouvel âge d'or au bassin lorrain, mais plutôt un repli en bon ordre de son industrie extractive[23].